# Din lo jing juen
Pour plus de détails, voir Fiche technique et Distribution.
Din lo jing juen (癲佬正傳) est un film hongkongais réalisé par Derek Yee, sorti en 1986.

## Synopsis
Un psychiatre vient en aide à des sans-abris atteints de troubles mentaux. Un journaliste apprend son activité et décide de le suivre.

## Fiche technique
- Titre : Din lo jing juen
- Titre original : 癲佬正傳
- Titre anglais : The Lunatics
- Réalisation : Derek Yee
- Scénario : Derek Yee
- Photographie : Wilson Chan Pui-ka
- Production : John Shum Kin-fun
- Société de production : D & B Films
- Pays de production :  Hong Kong
- Genre : Drame
- Durée : 87 minutes
- Dates de sortie : 
  - Hong Kong : 5 juin 1986

## Distribution
- Stanley Fung : Dr. Tsui
- Deannie Yip : Tina Lau
- Paul Chun : Tsuen
- Chow Yun-fat : Chung
- John Shum : Dr. Shum
- Tony Leung Chiu-wai : Doggie
- Season Ma : le professeur
- Dennis Chan : Ming

## Distinctions
Le film a été nommé pour cinq Hong Kong Film Awards et a reçu celui du meilleur second rôle masculin pour Paul Chun et celui de la meilleure direction artistique.